# Caspar von Beust
Caspar von Beust, modernisiert Kaspar von Beust († nach 1562), war als Amtmann für verschiedene Hochadlige tätig.

## Leben
Er stammte aus dem Adelsgeschlecht von Beust.
Bis Michaelis 1547 stand Caspar von Beust im Dienst von Johann von der Asseburg auf der Burg Falkenstein (Harz). Dann wechselte Beust in den Dienst des Grafen Wolfgang zu Stolberg, der ihn als Amtmann auf der Burg Allstedt einsetzte. Er erhielt ein Jahresgehalt von 70 Gulden. Als sich die Verhältnisse in Allstedt nach dem Tod des Grafen Wolfgang zuspitzten, verließ Beust 1555 Allstedt und ließ sich in Wallhausen (Helme) nieder, wo er bis 1559 in stolbergischen Diensten blieb. Dann verließ er das Land und zog in die Mark Brandenburg, wo er dem Erzbischof von Magdeburg als Befehlshaber in Zinna diente. Von dort aus bat er 1562 Sigismund, den postulierten Erzbischof zu Magdeburg, Administrator des Stifts Halberstadt, Markgraf von Brandenburg usw., um Hilfe, weil ihm die Grafen Christoph und Ludwig zu Stolberg 400 Taler nebst Zinsen schuldig geblieben sind.